# Vibrator
Vibrator, opisivan i kao masažer, je seksualna igračka korištena za stvaranje prijatne seksualne stimulacije na tijelu korisnika. Mogu se primjenjivati na erogenim zonama, kao što su klitoris, stidnica ili vagina, penis, mošnja ili anus, za seksualnu stimulaciju, otpuštanje seksualnih frustracija i postizanje orgazma. Seksualni terapeuti mogu preporučiti vibratore ženama koje teško postižu orgazam kroz masturbaciju ili snošaj.
Parovi mogu koristiti vibrator za povećanje zadovoljstva jednog ili oba partnera. Postoje vibratori namijenjeni za korištenje na oba partnera tijekom snošaja.
Većina vibratora iz 2010-ih sadrže električni uređaj koji pulsira ili udara. Postoje razni oblici i modeli vibratora. Neki su konstruirani za korištenje na ženskom klitorisu i vagini, dok su drugi konstruirani za korištenje na genitalijama oba partnera.

## Vrste vibratora

### Rabbit vibrator
Rabbit vibrator je izrazito popularna vrsta vibratora koji istovremeno penetrira vaginu i stimulira klitoris.

### Vibrator za klitoris
Vibrator za klitoris je vrsta vibratora koji se prislanja na klitoris i služi za stimulaciju klitorisa. On često ne dodiruje sam klitoris, već ga stimulira stvaranjem kretanja zraka. Poseban je po tome što oblikom ne sliči na oblik penisa. Često ga koriste djevice.

### Vibrator za trostruku zabavu
Vibrator za trostruku zabavu je vrsta vibratora koji istovremeno penetrira vaginu i anus te pri tome ujedno stimulira i klitoris.

### Vibrator sa dva kraja
Vibrator sa dva kraja je vrsta dvostrukog vibratora koji služi istovremenoj penetraciji dviju osoba. Uglavnom se koristi pri lezbijskom seksu.

### Mini vibratori na daljinsko upravljanje
Mini vibratori na daljinsko upravljanje su vrlo popularna vrsta vibratora. Njima se ne radi kontinuirana penetracija vagine, već ih se jednom umetne u vaginu kako bi se onda njihovim radom upravlja preko daljinsko upravljača koji je često u obliku aplikacije na mobitelu. Koristi ih se pri samozadovoljavanju i igricama s partnerom. Mnoge žene ih vole staviti u vaginu te se onda preko aplikacije na mobitelu potajno stimulirati na javnim mjestima.

## Galerija
- Razni vibratori
- Rabbit vibrator
- Rabbit vibrator
- Vibrator s dva kraja (dvostruki vibrator)
- Razni vibratori
- Mini vibrator na daljinsko upravljanje